# Runemagi
Runemagi betegner forestillinger om en religiøs eller magisk betydning af runetegnene. Fra den middelalderlige islandske litteratur ved vi, at runerne blev associeret med hellig viden, og at de blev opfattet som en guddommelig gave. At skrifttegnene også havde en ikke-kommunikativ betydning underbygges også at, at ordet ’rune’ betød i sig selv ’hemmelighed’, i lighed med de mange bevarede runerækker (kaldet futharker).
Skriftlige kilder og materielle levn fra både jernalder og vikingetid tyder på, at runerne har haft en religiøs betydning igennem hele den periode, de også har været brugt som skriftform. I forskningen har det længe været et udbredt synspunkt, at runerne primært havde religiøs betydning, og at de kun sjældent blev brugt i dagligdags formål. Indenfor de seneste par årtier har der imidlertid været et skift indenfor runologien, og synspunktet om, at runer grundlæggende var et hverdagsskriftsystem, der også kunne bruges religiøst, er i dag det mest udbredte.
I begyndelsen af 20. århundrede opstod der i forbindelse med bevægelser indenfor germansk mystik nye former for "rune magi". Nogle af dem har udviklet sig indtil i dag og bygger i reglen på hermetisme, klassisk okkultisme eller I Ching.[kilde mangler]

## Praksis
Runer blev fortrinsvis skåret i træ, men hovedparten af de bevarede inskriptioner stammer fra mere uforgængelige materialer som sten og metal. De ældste indskrifter er som regel korte, enten bestod de blot af et navn eller noget, der sandsynligvis har været trylleformularer. Inskriptioner fra yngre perioder fortæller også kun sjældent noget religiøst, men det er mere tydeligt, at de kunne bruges i rituelle sammenhænge; fx relateret til magi og trolddom, og som hjælpemiddel til at kommunikere med guderne. Runer blev opfattet som noget guddommeligt, en gave fra guderne, og kunne således bruges til at skrive trylleformularer på genstande, men alligevel har hovedparten af de kendte indskrifter dog profan karaktér. Denne betydning er blevet tolket som en indikation af, at runerne oprindeligt blev opfattet som esoterisk viden, der var forbeholdt en elite.[kilde mangler] Den guddommelige forbindelse afspejles måske i at ældre runeindskrifter stilistisk er nært beslægtede med mytefortællingerne i eddadigtene.
Fra Björketorp i Blekinge kendes en runeindskrift fra enten 6. eller 7. århundrede. Teksten er skrevet på proto-nordisk, og ordet rune både bruges tilsyneladende i flere betydninger, bl.a. bogstaver og hemmelighed

Haidzruno runu, falahak haidera, ginnarunaz. Arageu haeramalausz uti az. Weladaude, sa'z þat barutz. Uþarba spa.

Jeg, runemester(?) skjuler her kraftruner. Uophørligt (plages af) dårligdom, (dømt til) sotdød er (han), som ødelægger dette (monument). Jeg spår ødelæggelse/spådom om ødelæggelse.

På en runesten fra Stentoften i Blekinge kendes en lignende besværgelse.
Fra både romersk og germansk jernalder kendes der flere inskriptioner der umiddelbart er uforståelige eller består af ord, men som sandsynligvis havde særlig religiøs betydning. Et af de mest almindelige af dem er alu, mens andre ord er bl.a. auja, laþu, laukaR, Ansuz og Tiwazrunerne ser også ud til at have haft en særlig betydning især i den ældre Futhark periode, men der stadig kan findes spor af det i yngre kilder; fx fremgår det af Sigrdrifúmál,at ristning af Tiwas-runen på et våben betød sejr, da man derved gjorde krigsguden nærværende. Sådanne indristninger kendes fra flere objekter fra jernalderen og vikingetiden; fx på en amulet fra Lindholm Slot hvorpå sekvensen aaaaaaaazzznnn-b- muttt er indridset. Sprogligt giver tegnene ingen mening, men runerne må i sig selv have en betydning, der tilsyneladende får ekstra kraft gennem gentagelsen.
I andre tilfælde giver teksten ingen mening, måske fordi risterne ikke selv kunne skrive, dvs. imitation af skrift, som viser at skriften i sig selv havde en betydning, der var uafhængig af ordenes betydning. Disse sprogligt meningsløse inskriptioner er blevet tolket som magiske formularer; fx tuwatuwa på en brakteat fra Vadstena, aaduaaaliia (på DR BR42), g͡æg͡og͡æ (Undley brakteaten), g͡ag͡ag͡a  på en spydskaft fra Kragehul.
Fra vikingetiden kendes nogle få ringe med runesinskriptioner, der sandsynligvis kan tolkes som magiske. En af dem, er fundet ved Kingmoor i det nordvestlige England, selve teksten er imidlertid ikke tydet.
Betydningen af denne type indskrifter er stadig meget omstridt. På en brakteat optræder rimordene salusalu og luwatuwa, så de danner en remse, der måske har haft magisk betydning. En anden indskrift på Gummarp runestenen (ca. 500 til 700 e.v.t.) indeholder en kryptisk beskrivelse af hvordan runestave kan bruges efterfulgt af f-runen tre gange. efter hinanden. En person oplært i runernes hemmeligheder blev måske kaldt erilaz, en betegnelse der også optræder på flere runeindskrifter. Indridsede runer kunne således tilføre guddommelige kræfter til genstand. På enkelte runesten er der ristet længere tekster af religiøs betydning, men disse blev tydeligvis skrevet til folk, der var indviede i religiøse hemmeligheder.
Nyere studier har dog vist, at selvom runerne ofte blev brugt til at gøre genstande magiske, fx ved at lave amuletter o.lign, så er der intet, der tyder på, at runerne i højere grad blev opfattet som mere magiske end fx det græske eller latinske alfabet. Vikingetidens og jernalderens kultur var primært mundtlig, men rådede også over et skriftsystem. Den egnede sig imidlertid ikke til lange tekster, derfor var kulturen i overvejende grad mundtligt overleveret. Dertil kommer, at skriftkultur sandsynligvis ikke var ukendt, idet fandtes i flere af nabolandene. På den baggrund er det dominerede synspunkt i dag indenfor runologien, at runerne som udgangspunkt var et skriftsystem der både kunne bruges til religiøse og ikke-religiøse formål. Den største andel af runeindskrifter har givetvis været skrevet til hverdagsformål. Skrifttegn som runer blev brugt til at fastholde en meddelelse og/eller en forbindelse mellem en person og den genstand, de blev indridset på. Gennem en religiøs betydning af en tekst, kunne en sådan tekst også rumme noget guddommeligt, som kunne tilføre religiøs kraft til den genstand teksten var indridset på.
Forestillinger om runemagi har flere steder i Norden overlevet i folkloren langt ind i tidlig moderne tid, fx brugte man i Island runestave; de var stykker af fx træ, hvori der blev ristet runer. De blev som regel brugt i krisesituationer, som ondtafværgende eller for at opnå en ønskværdig situation eller bestemte ting.

### Magi
De ældste runetekster stammer fra genstande består I reglen enten af navnet på ejermanden til disse genstande eller personen der fremstillede dem, eller af en sprogligt uforståelige bogstavrækker. På den baggrund er der blevet foreslået, at runer oprindeligt ikke blev brugt som skriftsprog, men snarere som tegn til magiske formularer.
I kilderne er der talrige eksempler på hvordan runer bruges i rituelle og magiske sammenhænge. Desuden er der fundet mange genstande, der bærer runeindskrifter, som normalt tolkes religiøst. Udover beskrivelsen af "sejrsrunerne" i Sigrdrífumál findes der i Ældre Edda også et andet digt, som omhandler runernes religiøse betydning. Hávamál indeholder flere strofer, hvor Odin omtaler runerne i relation til spådomskunst, helbredelse og nekromantik:
| "Rúnar munt þú finna : "ok ráðna stafi, : "mjök stóra stafi,: "mjök stinna stafi,: "er fáði fimbulþulr : "ok gerðu ginnregin: "ok reist hroftr rögna.: (strofe 142) | "Runer vil du finde, " "tolkende Runer, " "hel store Stave, " "hel stærke Stave, " "som den mægtige Taler tegned, " "som de hellige Guder gjorde " "og den ypperste As risted, " |  |

| "hlýdda ek á manna mál; " "of rúnar heyrða ek dæma, " "né of ráðum þögðu " "Háva höllu at, "(strofe 111) | "Om Runer jeg hørte dem tale " "og om Gudernes Rådslagning; " "ej tav de om Runers Ristning, " "ej tav de om Runers Råden " "i den højes Hal. " |  |

| "Ráðumk þér, Loddfáfnir, " "en þú ráð nemir, -" … "en við bölvi rúnar… " (strofe 137) | "Jeg råder dig, Lodfavne! " "og Råd du tage; " … "Runer mod ondt Ønske, " |  |

I strofe 157 af Hávamál tillægges runerne kræfter, der kan bringe livet tilbage til de døde. I strofen fremsiger Odin en remse, der skal få en død mand til at gå igen:
| Þat kann ek it tolfta, ef ek sé á tré uppi váfa virgilná,: svá ek ríst ok í rúnum fák, at sá gengr gumi ok mælir við mik. | Det kan jeg for det tolvte, når jeg höjt i Træ ser død Mand dingle: sådan jeg rister og tegner Runer, at Manden går hen og mæler med mig. |

På Franks skrin (ca. 700 e.v.t.) er der inskriptioner, der kan tolkes som tegn på, at runerne havde en magisk betydning ikke kun i Norden, men også i middelalderens Vesteuropa.

### Divination
Selvom runernes relation til divination er omtalt i flere kilder, findes der ingen direkte beviser for at de er blevet brugt til det formål. Tacitus beretter i (Germania at germanerne tog varsler af mange forskellige ting, bl.a. har han en detaljeret beskrivelse af et divinatorisk ritual:
10. Varsler og spådom ved lodkastning holder de i hævd og ære og det så trofast som noget folk; og ved en sådan lodkastning er det en simpel og ligefrem måde, de plejer at gå frem på. En afskåren gren af et frugtbærende træ skærer de itu til småpinde og mærker disse med visse tegn, så de kan skelnes fra hverandre. Disse pinde kaster de så på må og få ud over en hvid dug, alt som tilfældet føjer det. Og derefter, dersom det er på det samt-lige folks vegne, man vil stille spørgsmålet, så forretter den for hele samfundet beskikkede præst, men hvis det ikke sker i det offentliges tjeneste, så vedkommende husbond selv en bøn til guden og tager så med øjnene vendte mod himlen tre pinde frem den ene efter den anden, løfter dem i vejret og udlægger dem efter de derpå indristede tegn. Tyder nu disse på en hindring, så indlader man sig i det pågældende anliggende ikke på nogen yderligere henvendelse til guderne samme dag; men ligger der en tilladelse deri, så søger man end-nu tilforladeligheden deraf stadfæstet ved vars-ler.
Tacitus refererer ikke nødvendigvis til runer, særligt fordi der ikke er fundet runer, der stammer fra Tacitus’ samtid; de ældste eksempler er flere hundrede år yngre.[kilde mangler]
En anden skriftlig, der af flere er blevet tolket som en beskrivelse af runer brugt i divinatoriske sammenhænge er kapitel 38 af Snorre Sturlasons Ynglingesaga, hvor Granmar, Södermanlands konge, rejser til templet i Uppsala for at deltage i det årlige blót. Snorre skriver "Spaadommen fall daa slik aat han, at han ikkje skulde liva lengi." (Féll honum þá svo spánn sem hann mundi eigi lengi lifa). Sagaen fortæller, at Gramnar derpå rejste til sit eget rige, hvor han kort efter led døden. En anden kilde er Vita Ansgari, Ansgars helgenbiografi, der blev skrevet af munken Rimbert. Han beskriver detaljeret hvordan de hedenske nordboer kastede lod.
I en historie fortæller han hvordan den svenske trontrætendent Anund først førte en dansk flåde til Birka, hvorpå han ombestemte sig da han havde bedt danskerne om at "trække lod" med træspåner. Ifølge denne beretning var en sådan "lodtrækning" var ganske informativt, da den fortalte, at et angreb på Birka kunne ville bringe uheld, og at de i stedet skulle angribe en slavisk by.
Sådanne spåner og lod kan imidlertid også forklares som blótspánn (offerspåner) og hlautlein (lodkoste), hvilket bl.a. Foote og Wilson forklarer, sandsynligvis var træstykker, der var blevet mærket med blodet fra et offerdyr og derpå kastet ned, hvorpå det mønster de lå i blev tydet.

## Moderne runemagi
Siden 18. århundrede er runernes betydning adskillige gange blevet nyfortolket, særligt i forbindelse med rekonstruktionistiske bevægelser, fx i nationalromantikken og den germanske okkultisme. Den moderne runemagi opstod i forbindelse med den okkultiske bevægelse. I 1902 modtog den tyske okkultist Guido von List en åbenbaring om ’’Armanen futharken’’, som blev et væsentligt element i den ariosofiske ideologi.
Runer og runesymbolik blev senere brugt af nazisterne, særligt kendt er Schutzstaffels to SIEG-runer. Denne rune blev i nazistisk ideologi forbundet med ’sejr’. Det nazistiske runesystem byggede på Lists arbejde, som blev videreudviklet af den tyske okkultist Karl Maria Wiligut.
Efter 2. verdenskrig blev reformerede systemer benyttet i andre ’pansofistiske’ systemer.[kilde mangler] I 1980’erne og 1990’erne blev der udviklet adskillige runemagi-systemer. En af de første bøger i denne bølge blev skrevet af Ralph Blum i 1982. Den førte til et system, hvor runer blev brugt i forbindelse spådomskunst. Runerne skrives enkeltvis på tavler eller plader, der enten tages op af en pose eller kastes ned, så de kan ligges i en tilfældig rækkefølge. I de moderne systemer er der ofte også tilføjet en ahistorisk ’blank rune’, der kan erstatte alle de øvrige runer.

### Neopaganisme og New Age
Da neopaganistiske bevægelser kan være meget forskellige varierer opfattelsen af runernes betydning og deres brug mellem de enkelte grupper. Mest udbredt er de indenfor germansk neopaganisme, herunder asetro, hvor runer mange steder bruges til divination. Nogle grupper afviser brugen af runer, på andre måder end den, der er beskrevet i kilderne. I nogle New age-kredse og wiccabevægelser bruges der også runemagi.[kilde mangler]

## Eksterne links
- Mystic Uses of the Runes bibliography
- Meaning of the Runes Arkiveret 19. september 2009 hos  Wayback Machine by Ingrid Halvorsen
- Runewebvitki Arkiveret 30. januar 2009 hos  Wayback Machine by Rig Svenson
- Rune Gild Arkiveret 4. oktober 2009 hos  Wayback Machine
- Rune-Net
- Magic Runes
- Galdragildi Arkiveret 28. september 2007 hos  Wayback Machine